# Aleksei Korovașkov
Aleksei Korovașkov (n. 1 aprilie 1992, Stepnohirsk, Raionul Vasîlivka, Zaporijjea, Regiunea Zaporijjea, Ucraina) este un canoist ce a reprezentat Rusia, medaliat olimpic. A participat la o ediție a Jocurilor Olimpice (2012) în care a câștigat o medalie de bronz.

## Participări
Lista de mai jos prezintă principalele competiții la care a participat Aleksei Korovașkov de-a lungul carierei.
- canoeing at the 2012 Summer Olympics – men's C-2 1000 metres[*]